# Опсада Ктесифона (629)
Опсада Ктесифона је догађај који се одиграо  27. априла 629. између снага Шахрбараза и Ардашира III. Шахрбараз је малим снагама успео да заузме Ктесифон, откривши тиме сву слабост Сасанидског царства.

## Позадина
Године 602. започео је последњи византијско-сасанидски рат; то је био најразорнији од низа ратова вођених између две империје. Године 618. Хозроје II је послао Шахрбараза да освоји Египат; годину дана касније Сасаниди су успели да заузму Александрију, главни град византијског Египта. Након пада Александрије, Сасаниди су постепено проширили своју власт на југ дуж Нила. До 621. године провинција је била у потпуности у рукама Сасанида.
Египат је остао у сасанидским рукама 10 година, а њиме је управљао војсковођа Шахрбараз из Александрије. Пошто је нови византијски цар, Ираклије, преокренуо ток рата и победио Хозроја II, Шахрбаразу је наређено да евакуише покрајину, али је он то одбио. На крају је Ираклије, покушавајући да поврати Египат и посеје раздор међу Иранцима, понудио да помогне Шахрбаразу да заузме сасанидски престо. Постигнут је договор, а на пролеће 629. године Сасанидске трупе почеле да напуштају Египат.

## Опсада
Срећом по Шахрбараза, 628. године је почео грађански рат који је поделио ресурсе Сасанидског царства, а разорна куга у западним провинцијама убила је половину становништва заједно са Кавадом II, слабећи царство. Шахрбараз је кренуо према Ктесифону са 6.000 људи , опколио га и затим заузео, издајући сасанидске племиће и убивши многе од њих, укључујући двојицу познатих имена Ардабила и Мах Адхур Гушнаспа.

## Последице
Након што је заузео Ктесифон, Шахрбараз је убио Ардашира III и преузео престо. Међутим, његова владавина није дуго трајала, јер су га након четрдесет дана убили сасанидски племићи, а две кћери Хозроја II владале су након њега смењујући се на престолу.